# 222 Batalion WOP
222 Batalion Wojsk Ochrony Pogranicza – samodzielny pododdział Wojsk Ochrony Pogranicza.

## Formowanie i zmiany organizacyjne
Na podstawie rozkazu MBP nr 043/org z 3 czerwca 1950, na bazie 11 Brygady Ochrony Pogranicza, sformowano 22 Brygadę Wojsk Pogranicza w Białymstoku, a 1 stycznia 1951 13 batalion Ochrony Pogranicza przemianowano na 222 batalion WOP. Sztab batalionu znajdował się przy ulicy Łąkowej 1 w Sejnach .
1 czerwca 1952 126 strażnicę WOP Lubinowo włączono w struktury 222 batalionu WOP.
15 listopada 1955 zlikwidowano sztab batalionu. Strażnice podporządkowano bezpośrednio pod sztab brygady. W sztabie 22 brygady wprowadzono stanowiska nieetatowych oficerów kierunkowych odpowiedzialnych za służbę graniczną strażnic. Na początku 1956 ponownie przejściowo sformowano batalion graniczny w Sejnach i podporządkowano mu strażnicę nr 116–120.
Opracowany w maju 1956 przez Dowództwo WOP kolejny plan reorganizacji formacji przewidywał rozformowanie kilku brygad, sztabów, batalionów i strażnic. Ta reforma miała przede wszystkim korzyści finansowe. W wyniku tej reformy, w lipcu 1956 rozformowany został 222 Batalion WOP oraz podległe mu strażnice . Natomiast budynki koszarowe zaadaptowano na szkołę. Obecnie istniejące Liceum Ogólnokształcącego im. S. Konarskiego przy ulicy Łąkowej 1 .

## Struktura organizacyjna
- dowództwo – Sejny
- 122/116 strażnica Puńsk
- 123/117 strażnica Poluńce
- 124/118 strażnica Hołny Wolmera
- 125/119 strażnica Stanowisko
- 126/120 strażnica Lubinowo (od 01.06.1952).

## Dowódcy batalionu
- kpt. Eugeniusz Gumbarewicz (był w 1951).